# بطولة الصحراء 400

حلبة البحرين الدولية - مخط سباق الجائزة الكبرى

بطولة الصحراء 400 هي سباق سيارات في8 سوبركارز وهو أحد ثلاث سباقات تعقد خارج أستراليا. عقدت البطولة في حلبة البحرين الدولية في الصخير بالبحرين. بدأ السباق في عام 2006 وانتهى في عام 2010. في عام 2010 تم تغيير موعد إقامة البطولة من نوفمبر إلى فبراير بسبب إقامة سباق ياس في8 400 في دولة الإمارات العربية المتحدة. في وقت متأخر من عام 2010 أعلنت في8 سوبركارز وقف السباق بسبب ازدحام الرزنامة الدولية.

## الفائزون السابقون
| الموسم | السائق الفائز   | السيارة       | الفريق                 |
| ------ | --------------- | ------------- | ---------------------- |
| 2006   | جيسون برايت     | فورد فالكون   | فورد للسباق            |
| 2007   | مارك وينتربوتوم | فورد فالكون   | فورد للسباق            |
| 2008   | جيمي وينكاب     | فورد فالكون   | هندسة تريبل إيت للسباق |
| 2009   | السباق ألغي     | السباق ألغي   | السباق ألغي            |
| 2010   | جيمي وينكاب     | هولدن كومودور | هندسة تريبل إيت للسباق |